# آخرین داوری (فیلم ۱۹۶۱)
آخرین داوری (ایتالیایی: Il giudizio universale) فیلمی به کارگردانی ویتوریو دسیکا است که در سال ۱۹۶۱ منتشر شد.

## بازیگران
- آلبرتو سوردی
- پائولو استوپا
- ویتوریو گاسمن
- نینو مانفردی
- آنوک آمه
- ملینا مرکوری
- سیلوانا مانگانو
- جک پالانس
- فرناندل
- ارنست بورگناین
- لینو ونتورا
- ویتوریو دسیکا
- جیمی دورنتی
- دومنیکو مودونیو
- ماریزا مرلینی
- آکیم تامیروف
- لامبرتو ماجورینی
- آلبرتو بونوچی
- گابریلا پالوتا
- پیترو د. ویکو
- ماریا پیا کازیلیو
- اوگو دآلسیو
- جوزپه پورلی
- ناندو آنجلینی
- آگوستینو سالویه‌تی
- الئونورا براون